# Pedunculata

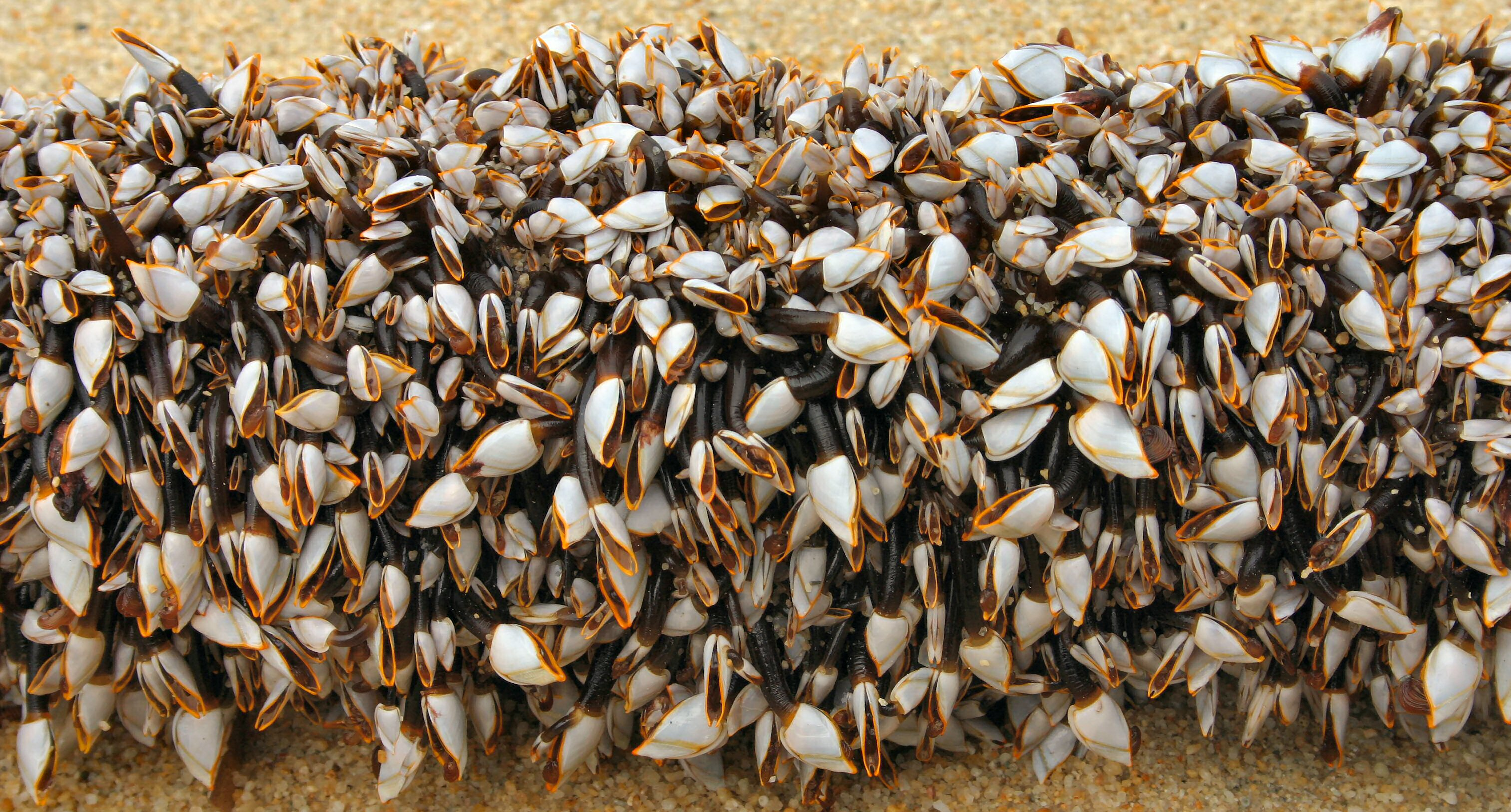
Lepas anatifera.

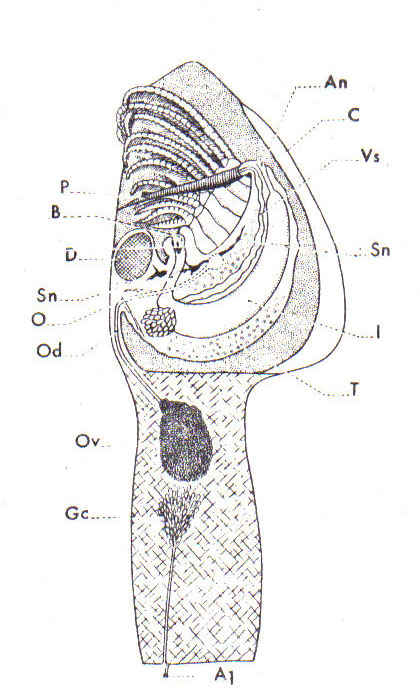
D: músculo da carapaça, P: pénis, B: boca, An: ânus, C: carapaça, Vs: vesícula seminal, Sn: sistema nervoso, I: intestino, T: testículo, Ov: ovário, Od: oviducto, O: esófago, Gc: glândula produtora de cimento, A1: antênula
Organização interna de um pedunculado.

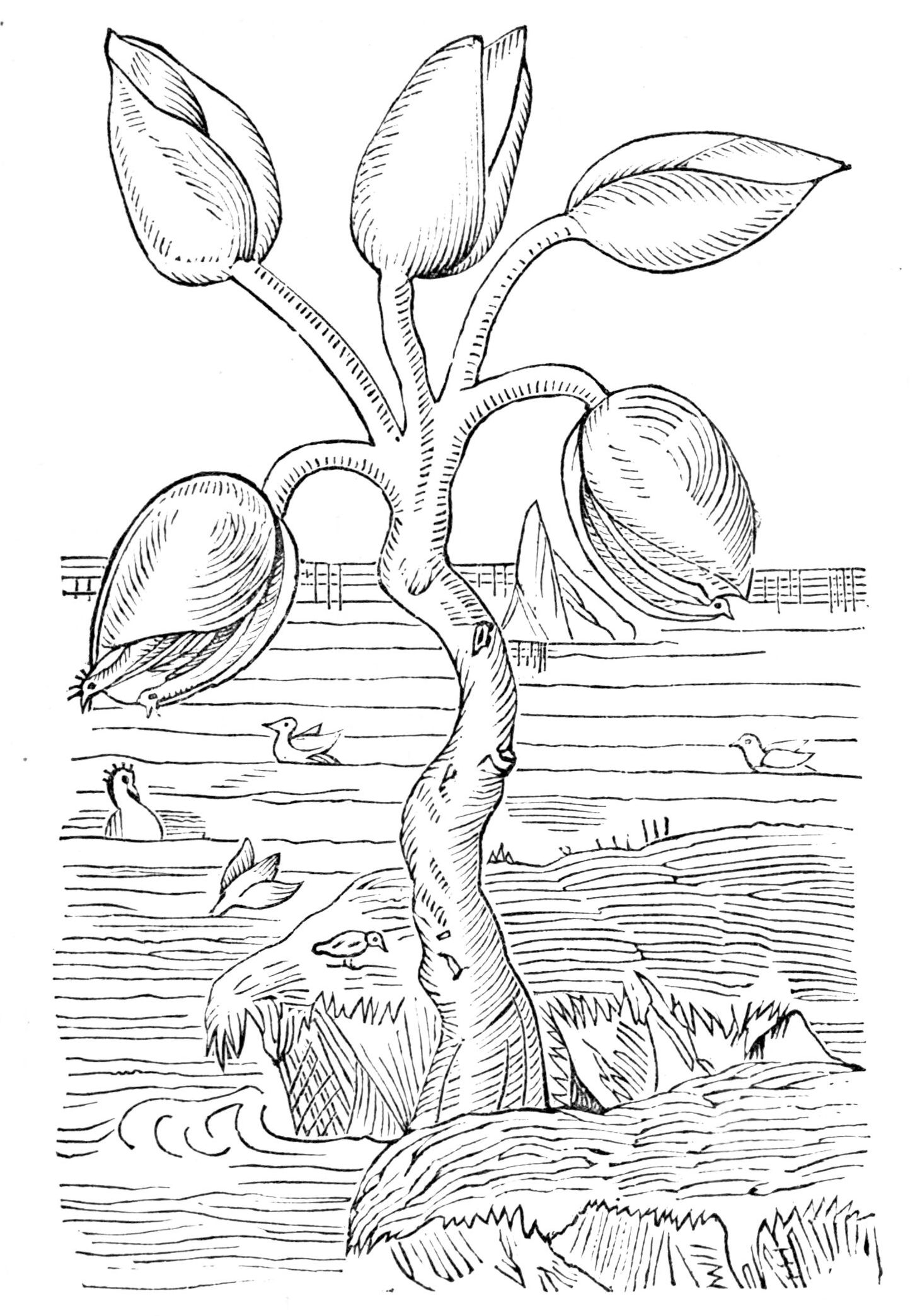
A "árvore dos gansos" de John Gerard (1597), demonstrando a crença de que os gansos tinham origem nos percebes.

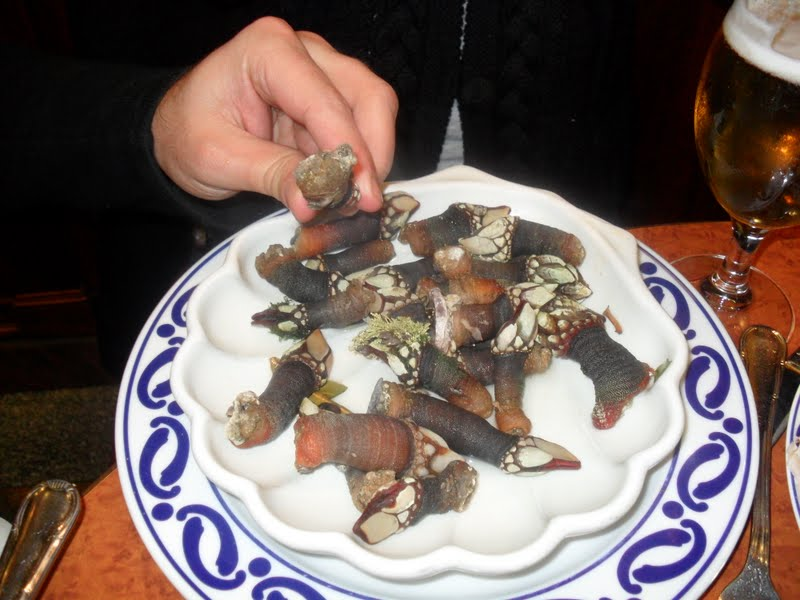
Prato de percebes num restaurante madrileno.

Pedunculata Lamarck, 1818 é uma ordem de crustáceos marinhos filtradores que inclui as espécies conhecidas pelo nome comum de percebes. Como os restantes Thoracica, os membros deste táxon nadam livremente no estágio larval, mas na fase adulta vivem fixos sobre superfícies duras, tais como as rochas da zona intertidal ou objectos flutuantes. A ordem inclui quatro subordens e 14 famílias com cerca de 183 espécies. Várias espécies são utilizadas na alimentação humana, em especial nas regiões costeiras da Península Ibérica onde são consideradas uma iguaria.

## Biologia
A ordem Pedunculata agrupa crustáceos cirrípedes que são macrófagos filtradores que vivem fixos a um suporte duro. A fixação é feita através de um pé carnudo designado por pedúnculo. O resto do corpo do animal é designado por capitulum (também designado por capítulo ou unha) e é revestido por uma carapaça calcária formada por várias placas. Enquanto as carapaças dos outros crustáceos são formados principalmente a partir de quitina, neste grupo há calcificação das placas que as formam, o que explica que os percebes e espécies afins de Pedunculata tenham sido incialmente erroneamente classificados como moluscos, mas o calcário na sua "concha" é meramente um caso de convergência evolutiva.
A descrição da carapaça destes organismos é feita considerando três zonas distintas: (1) a parte inferior, designada por scutum, contendo o menor número de placas; (2) a parte lateral, designada carena; e (3) a parte superior, designada por tergum. O número de placas em cada um dos segmentos é utilizado para distinguir os géneros: por exemplo, as espécies do género Lepas têm apenas duas placas no tergum, duas no scutum e uma na carena, enquanto as espécies do género Pollicipes têm até uma centena de placas no total.
Estes animais têm um tórax, uma região cefálica, seis pares de patas e numerosos cílios filtrantes no capitulum (a unha dos percebes). Os cílios são usados para capturar o plâncton do qual se alimentam.
As espécies incluídas na ordem Pedunculata são em geral hermafroditas.
Tal como acontece com os moluscos, formam-se facilmente fósseis a partir das conchas calcificadas destes organismo. Os sedimentos do período Albiano são particularmente ricos em fósseis deste grupo e neles foram identificas as seguintes cinco espécies: Cretiscalpellum ungis, Cretiscalpellum striatum, Acroscalpellum arcuatum, Arcoscalpellum comptum e Pycnolepas rigida.
Algumas espécies, tais como Lepas anatifera, são pelágicas vivendo fixas a objetos flutuantes, em especial madeiras, os quais transportados pelas correntes e ventos e depois arrojados pelo mar nas costas oceânicas.
As espécies que vivem na zona entremarés, como Pollicipes pollicipes e Pollicipes polymerus, dependem mais do movimento da água do que do movimento dos seus cílios para se alimentarem pelo que se encontram fundamentalmente em costas expostas a moderado ou forte hidrodinamismo.

## Mitologia
Na Europa medieval, antes do conhecimento preciso da migração das aves, acreditava-se que os barnaclas ou gansos-de-rosto-branco, a espécie Branta leucopsis, se desenvolviam a partir destes crustáceos, dado que nunca nidificavam nas regiões temperadas da Europa e era desconhecida a região de onde provinham. O mito, resultado da similitude em cor e forma, levou também à crença na existência de árvores de percebes, acreditando-se que as madeiras flutuantes que são frequentemente encontrados com percebes fixos eram ramos dessas árvores que teriam caído à água. O monge galês Giraldus Cambrensis apresentou esta teoria na sua obra Topographia Hiberniae. Como aqueles gansos, dada a sua origem, não eram carne, nem nascidos da carne, podiam ser comidos nos dias de jejum e abstinência em que os preceitos religiosos proibiam comer carne.
Dessa crença tiveram origem os nomes em língua inglesa de "goose barnacle" e "barnacle goose" e o nome científico  Lepas anatifera (Latim anas = "pato").

## Taxonomia
A ordem Pedunculata divide-se nas seguintes subordens e famílias:
- Heteralepadomorpha Newman, 1987
  - Anelasmatidae Gruvel, 1905
  - Heteralepadidae Nilsson-Cantell, 1921
  - Koleolepadidae Hiro, 1933
  - Malacolepadidae Hiro, 1937
  - Microlepadidae Zevina, 1980
  - Rhizolepadidae Zevina, 1980
- Iblomorpha Newman, 1987
  - Iblidae Leach, 1825
- Lepadomorpha Pilsbry, 1916
  - Lepadidae Darwin, 1852
  - Oxynaspididae Gruvel, 1905
  - Poecilasmatidae Annandale, 1909
- Scalpellomorpha Newman, 1987
  - Calanticidae Zevina, 1978
  - Lithotryidae Gruvel, 1905
  - Pollicipedidae Leach, 1817
  - Scalpellidae Pilsbry, 1907

## Uso alimentar
Em Portugal e Espanha, diversas espécies de Pedunculata são consumidos em pratos conhecidos como de percebes. Os percebes são recolhidos comercialmente nas costas atlânticas ibéricas, em especial no noroeste e norte peninsular, desde o norte de Portugal até às Astúrias, com destaque para a Galiza. Outras áreas de apanha comercial são as costas de Marrocos e do Canadá. Os povos aborígenes da Califórnia também consumiam algumas espécies depois de cozinharem o pedúnculo em cinzas quentes.